# طويقان تيبوي
طويقان تيبوي (الاسم العلمي: Aulacorhynchus whitelianus) (بالإنجليزية: Tepui Toucanet)‏ هو نوع من الطيور يتبع جنس الطويقان الأخضر من الفصيلة الطوقانية.